# Jordan Bouah
Jordan Bouah (Roma, 17 maggio 1995) è un giocatore di football americano italiano, che gioca come wide receiver per i Rhein Fire.

## Biografia
Bouah è nato a Roma da padre ivoriano e madre sarda.

## Carriera
Dopo aver giocato per alcuni anni a pallacanestro è passato nelle file dei Gladiatori Roma; da lì è andato a trascorrere due anni presso il Saddleback College in California, per essere quindi selezionato dagli Ottawa Redblacks, che lo tagliano dopo la prima partita di preseason. Firma quindi con i Dresden Monarchs e in seguito con i Seamen Milano.
Gioca dal 2017 con la nazionale italiana di football americano, con la quale ha vinto il titolo europeo nel 2021.
Per la stagione 2022 ha firmato con i Vienna Vikings che militano in European League of Football .

## Palmarès
- 1 Europeo tackle (2021)
- 1 ELF Championship (Vienna Vikings, 2022)
- 1 MVP Mondiali Flag Football (2021) [5]